# 照ヶ嶽光右エ門
照ヶ嶽 光右エ門（てるがたけ こうえもん、文政11年（1828年） - 明治6年（1873年）5月13日）は、下総国葛飾郡（現在の千葉県船橋市海神）出身で、宮城野部屋、追手風部屋、雷部屋、追手風部屋に所属した江戸時代の大相撲力士。本名は海津 八五郎（途中で金子 為右衛門と改名）。最高位は東前頭2枚目。幕内通算成績は12場所 27勝27敗3分4預57休。